# Laguarres
Laguarres (Llaguarres en aragonés y catalán) es una localidad española perteneciente al municipio de Capella, en Ribagorza, provincia de Huesca, Aragón.

## Historia
La primera mención a Laguarres es en el año 1062.

## Geografía humana

### Demografía
| Gráfica de evolución demográfica de Laguarres entre 1842 y 1960 |
| |
| Población de derecho según los censos de población del INE Población de hecho según los censos de población del INEEn este censo se denominaba Laguarres y Aldeas: 1842 Entre el censo de 1970 y el anterior, este municipio desaparece porque se integra en el municipio 22080 (Capella) |

En 1834 constituyó ayuntamiento propio junto con Pociello, y en 1964 se unió al de Capella.

## Patrimonio
- Iglesia parroquial de la Asunción, de estilo gótico aragonés[7] y terminada en 1586 bajo la dirección de Antón Orsín inspirada en la iglesia de lascuarre.[8]
- Ermita de nuestra señora del Llano, de finales del siglo XII, de estilo románico.[7][9] En el siglo XIX se trasladó aquí el cementerio, el cual se encontraba antes junto a la iglesia parroquial.
- Ermita de San Sebastián (de la que se desconoce la fecha de construcción, aunque parece ser de mediados siglo XVII). Según Castillón Cortada fue erigida para defenderse de la peste, que periódicamente asolaba el Alto Aragón, y está dedicada a San Sebastián, Santo Protector contra dicha plaga. Se celebra el día del Santo, el 20 de enero, y se reúnen en la misa y posterior caridad (reparto de torta y vino) los habitantes de Laguarres y Pociello.
- Castillo de Laguarres (en ruinas) en lo alto de la sierra, carretera de Benabarre. Nada más subir el puerto, junto al kilómetro 7, hay una pista a la izquierda, que tiene un kilómetro de recorrido, y lleva a lo alto de la imponente roca, a 1150 metros de altura. Únicamente ha quedado del castillo la base de una torre cilíndrica, de unos nueve metros de diámetro, ignorando la altura que tenía, seguramente similar a las de Fantova, Viacamp o Luzás: unos veinte metros. Debajo del castillo, y en línea recta hacia la carretera, a unos 650 metros, entre dos pequeños barrancos, quedan los restos de otra torre cilíndrica, seguramente una edificación de vigilancia al servicio del castillo, para prevenir la llegada de invasores o atacantes.

## Patrimonio lingüístico
El habla de Laguarrés se encuentra en un cruce de isoglosas entre el aragonés y el catalán, en una zona de transición entre ambas lenguas, de los rasgos que se usan en la localidad observa que se trata de un catalán de transición al aragonés con abundantes rasgos fonéticos y léxicos aragoneses pero con predominio de los rasgos catalanes junto con algunos rasgos locales propios de la zona de la Ribagorza aragonesa.

## Festividades
Sus fiestas patronales se celebraban el primer fin de semana de mayo, Festividad de la Exaltación de la Santa Cruz, aunque desde hace unos años se han trasladado al primer fin de semana de agosto.

## Rutas
Las siguientes rutas de senderismo pasan por la localidad:
- GR-1

## Enlaces de interés
- Wikimedia Commons alberga una categoría multimedia sobre Laguarres.

- Datos: Q3573202
- Multimedia: Laguarres / Q3573202